# Крюгер, Диана
Диа́на Крю́гер (англ. Diane Kruger, урождённая Хайдкрю́гер (нем. Heidkrüger); род. 15 июля 1976) — немецко-американская актриса и бывшая фотомодель. На Каннском кинофестивале в 2003 году получила приз компании «Шопар» как лучшая молодая актриса.
Получила известность благодаря ролям в фильмах «Мишель Вальян: Жажда скорости» (2003), «Троя» (2004), «Одержимость» (2004), военной драме «Счастливого Рождества» (2005), в приключенческом боевике «Сокровище нации» (2004) и его продолжении «Сокровище нации: Книга тайн» (2007), а также в фильмах «Господин Никто» (2009), «Бесславные ублюдки» (2009) и «Неизвестный» (2011).

## Биография

### Юность
Диана Крюгер родилась 15 июля 1976 года в небольшом немецком посёлке Альгермиссен, недалеко от города Хильдесхайм в германской земле Нижней Саксонии. Её мать Мария-Тереза Хайдкрюгер была банковской служащей, а отец Ганс-Хайнрих Хайдкрюгер — компьютерным специалистом. У Дианы также есть младший брат Штефан.
Будучи ещё совсем маленькой, Диана мечтала заниматься балетом. Начала танцевать с 2 лет. Поэтому, немного повзрослев, у себя на родине она посещала балетную школу. Благодаря своим стараниям она оказалась на рекламных плакатах школы.  Уже через два года она имела четвёртый разряд. Но травма колена, которую Диана получила вскоре, помешала ей стать в будущем балериной.
В 1989 году, когда Диане было 13 лет, её родители развелись. После чего Марии-Терезе пришлось воспитывать двух детей одной. Поэтому между занятиями в школе Диане приходилось разносить почту и подрабатывать в пиццерии. С отцом актриса не общается уже на протяжении многих лет.

### Начало карьеры
В 1991—1992 годах началась модельная карьера Дианы Крюгер. Она приняла участие в престижном конкурсе «Внешность года». По итогам конкурса будущая модель и актриса заняла первое место. Именно это событие стало переломным в карьере Дианы как фотомодели. Вскоре она подписала контракт с одним из самых успешных агентств «Elite» и начала представлять одежду и парфюмерию многих известных торговых марок, в числе которых были Christian Dior, Yves Saint Laurent, Jil Sander, Dolce & Gabbana, Armani. Помимо этого преуспевающую фотомодель можно было увидеть на обложках таких глянцевых изданий, как «Vogue», «ELLE» и некоторых других.
Диана Крюгер осознавала, что карьера модели не может длиться слишком долго, поэтому она решила попробовать себя в киноискусстве. В 1997 году она приняла участие в кастинге фильма «Пятый элемент» французского режиссёра Люка Бессона. Но из-за того, что Диана в то время не очень хорошо владела французским языком, роль в фильме ей не досталась. Однако именно Люк Бессон сыграл большую роль в актёрской карьере Дианы. Именно он посоветовал ей бросить модельный бизнес и всерьёз заняться актёрской профессией, так как считал, что её ждало блестящее будущее как актрисы. Помимо этого Люк Бессон порекомендовал ей переехать в Париж и взять псевдоним: Крюгер (Kruger) вместо Хайдкрюгер (Heidkrüger). Таким образом она избежала трудности с умлаутом в фамилии на международной арене. Там Диана Крюгер начала обучаться актёрскому мастерству в специализированной школе «Cours Florent». После усердных занятий в 2002 году она стала лучшей на курсе.
Дебют актрисы состоялся в 2002 году. Она сыграла роль Эрики в независимой малобюджетной кинопостановке «Виртуоз» режиссёра Жана-Пьера Ру с Деннисом Хоппером и Кристофером Ламбертом в главных ролях. Премьера фильма состоялась 6 октября 2002 года на турецком телевидении, после чего он был издан на VHS и DVD носителях в некоторых странах.
Затем последовала эпизодическая роль девушки по вызову в криминальном фильме французского режиссёра Седрика Клапиша «Ни за, ни против (а совсем наоборот)» (2002).
Однако публика заметила её после роли в фильме «Как скажешь» (2002). Актриса снялась в роли Клары Брусталь вместе со своим мужем Гийомом Кане, который был ещё и режиссёром фильма. Этот фильм принёс ему номинацию на премию «Сезар».
2003 год был не слишком плодотворен для Дианы, но принёс ей по-настоящему большую известность в Европе. Она снялась в боевике Луи-Паскаля Кувлера «Мишель Вальян: Жажда скорости», где исполнила одну из главных ролей − Джулии Вуд.

### Признание
Мировую известность актрисе принёс 2004 год, когда она снялась в 4 фильмах. Во время съёмок в её первой американской картине Пола Макгигана «Одержимость» (2004), где она сыграла одну из главных ролей Лизу вместе с такими актёрами, как Джош Хартнетт, Роуз Бирн и Мэттью Лиллард.
Диана Крюгер также прошла кастинг на роль Елены в историческом фильме Вольфганга Петерсена «Троя» (2004). Кроме неё в фильме снялись такие звёзды первой величины, как Брэд Питт, Эрик Бана, Орландо Блум, Шон Бин и некоторые другие.
Эта роль досталась ей нелегко: Диане пришлось обойти более 3000 других актрис. Решающим фактором оказалось то, что режиссёр искал именно неизвестную актрису, блистающую красотой. По требованию Вольфганга Петерсена Диане пришлось набрать 7 килограммов лишнего веса, чтобы Елена на экране выглядела «поокруглее». Поэтому актрисе, привыкшей к весу в 48 килограммов, на съёмках пришлось назначить специальную диету, чтобы поддерживать классические греческие формы. После она приобрела прежнюю стройную форму. Однако эти жертвы окупились: «Троя», вышедшая в мировой прокат в мае 2004 года, собрала в прокате около 500 миллионов долларов. Также фильм претендовал на премию «Оскар» в номинации «Лучшие костюмы». После премьеры пресса назвала актрису «Открытием Голливуда».
В октябре 2004 года на экраны вышел ещё один совместный фильм актрисы и её мужа — «Глюк». Но в отличие от Гийома Кане, который сыграл главную роль в фильме, Диане досталась второстепенная роль девушки, работающей в ночном клубе. В картине также принял участие Жан-Клод Ван Дамм. После последовала главная роль в приключенческом фильме Джона Тёртелтауба «Сокровище нации», вышедшего на экраны в самом конце года. Диана исполнила роль Эбигейл Чейз — искательницы сокровищ и подруги Бенджамина Гейтса, которого сыграл Николас Кейдж. Также в фильме снялись Джон Войт, Шон Бин и Джастин Барта. Фильм оказался успешным не только в прокате, но и для самой Дианы, так как по мнению многих зрителей ей удалось затмить даже Николаса Кейджа. В 2005 году за эту роль Диана получила номинацию на премию «Сатурн», которая вручается Академией научной фантастики, фэнтези и фильмов ужасов.

### Продолжение карьеры
В 2005 году она снялась в драме Фабьенна Берто «Фрэнки» в одноимённой главной роли Фрэнки. Актриса также выступила и как продюсер этой картины. Во время съёмок она три недели провела в психиатрической больнице, так как в фильме она была единственной актрисой на экране: все остальные — настоящие пациенты. Но самой успешной работой Дианы в том году была военная драма «Счастливого Рождества» французского режиссёра Кристиана Кариона. Диана Крюгер сыграла роль певицы Анны Соренсен, которая во время Первой мировой войны отправилась на фронт к мужу. Фильм получил номинации в категории «Лучший иностранный фильм» на такие престижные награды как «Оскар» и «Золотой глобус». К тому же это был уже третий по счёту фильм, в котором актриса снималась со своим мужем.
В марте 2006 года состоялась премьера французского приключенческого боевика «Тигровые отряды», рассказывающего о событиях в Париже начала XX века. Диана сыграла роль жены русского князя Констанс Радецки. Но больше всего, по словам актрисы, ей понравилось сниматься в фильме «Переписывая Бетховена», так как её партнёром на съёмочной площадке был Эд Харрис, исполнившего роль композитора Людвига ван Бетховена. Актриса снялась в роли Анны Хольц — студентки Венской консерватории и ассистентки композитора. Премьера фильма состоялась 10 сентября 2006 года на международном кинофестивале в Торонто.
16 и 27 мая 2007 года Диане Крюгер выпала честь быть ведущей на церемониях открытия и закрытия 60-го Канского кинофестиваля.
Но, несмотря на успешное начало актёрской карьеры, Диана не покинула модельный бизнес и осенью 2004 года представила коллекцию модельера Луи Виттона. Кроме этого актриса периодически участвует в показах одежды и появляется на обложках известных журналов мира. В декабре 2007 года её фотография была размещена на обложке русской версии популярного женского журнала «Cosmopolitan».
Самым значимым фильмом Дианы Крюгер в 2007 году стала картина Джона Тёртелтауба «Сокровище нации: Книга тайн», приключенческий боевик компании Walt Disney Pictures, мировая премьера которого состоялась 21 декабря. Премьера в России не заставила себя долго ждать и состоялась через неделю незадолго до Нового года — 27 декабря. В этой картине, продолжении фильма «Сокровище нации», актриса вновь снялась в роли Эбигейл Чейз вместе с Николасом Кейджем.
Помимо этого, в 2007 году состоялись мировые премьеры ещё трёх фильмов с участием Дианы Крюгер. Это приключенческий фильм Ричарда Шепарда «Охота Ханта», где одну из главных ролей сыграл Ричард Гир. Актриса снялась в этом фильме в роли Мирьяны. И вторая картина — экранизация мемуаров Джеймса Грегори, тюремного надзирателя Нельсона Манделы «Прощай, Бафана» датского режиссёра Билле Аугуста. Диана Крюгер играет одну из главных ролей — Глорию Грегори. Также в этой картине снялся английский актёр Джозеф Файнс.
Также в день закрытия Каннского кинофестиваля 27 мая 2007 года вне конкурсной программы состоялся показ комедии канадского режиссёра Дени Аркана «Век помрачения», где Диана также сыграла одну из главных ролей. Осенью фильм был выдвинут от Канады на премию «Оскар», но войдёт ли он в число четырёх номинантов как «Лучший фильм на иностранном языке» — станет известно только в январе 2008 года.
В 2009 году состоялась премьера фантастического фильма «Господин Никто» бельгийского режиссёра Жако Ван Дормаля. У фильма был ограниченный прокат в некоторых странах. Действие картины происходит в не слишком отдалённом будущем, когда главный герой, которого играет Джаред Лето, внезапно просыпается дряхлым стариком и понимает, что он является последним смертным на планете, доживающим свой век среди счастливых бессмертных людей. Помимо Дианы Крюгер, исполнившей роль Анны, одну из главных в фильме, в картине принимали участие Джаред Лето и Сара Полли. Вместо Дианы Крюгер роль Анны могла достаться Еве Грин.
В 2012 году Диану Крюгер пригласили на роль Ищейки в фильм «Гостья» по роману Стефани Майер. Премьера фильма состоялась 29 марта 2013 года.
В 2012 году Диана Крюгер была включена в состав жюри основного конкурса Каннского кинофестиваля 2012 года.
В 2013 году Диана Крюгер сыграла роль офицера полиции Сони Кросс в сериале телеканала FX «Мост».
В 2015 году Диана Крюгер включена в состав жюри основного конкурса Венецианского кинофестиваля 2015 года.
В 2016 году она снялась в фильме «Афера под прикрытием» вместе с Брайаном Крэнстоном и Джоном Легуизамо.
В 2017 году Крюгер снялась в немецком драматическом фильме Фатиха Акина «На пределе». За свою роль она получила приз Каннского кинофестиваля «за лучшую женскую роль» и премию «Спутник» за лучшую женскую роль в кинофильме.
В 2019 году Крюгер снялась в шпионском фильме «Код 355».
В 2022 году Крюгер снялась в триллере «Идеальное алиби» вместе с Рэем Николсоном.
В 2023 году присоединилась к актёрскому составу фильма Дэвида Кроненберга «Саван», заменив Леа Сейду. В фильме она сыграет трех разных персонажей.

## Личная жизнь
1 сентября 2001 года Крюгер вышла замуж за актёра и режиссёра Гийома Кане. Они развелись в 2006 году. По словам Крюгер, их брак закончился разводом, поскольку ввиду работы они постоянно находились в разных частях мира.
В 2006 году Крюгер начала встречаться с актёром Джошуа Джексоном. Они расстались в 2016 году.
Как сказала Крюгер в интервью в 2011 году, «Не хочу показаться пессимистичной, но я поняла, что я не верю в брак. Я верю в сердечное обязательство. Нет бумаги, которая заставит тебя остаться. Как сказал мой друг, и это кажется логичным, люди должны жениться в конце пути, а не в начале».
С 2016 года Крюгер состоит в отношениях с актёром Норманом Ридусом, партнёром по фильму «Небо».
2 ноября 2018 года у пары родилась дочь Нова.
Крюгер имеет двойное гражданство Германии и США.

## Фильмография
| Год       |     | Русское название                     | Оригинальное название                    | Роль                     |
| --------- | --- | ------------------------------------ | ---------------------------------------- | ------------------------ |
| 2001      | кор | Завтрашний рассвет                   | Point de lendemain                       | Агнес                    |
| 2002      | с   | —                                    | Duelles                                  | Сабин                    |
| 2002      | ф   | Виртуоз                              | The Piano Player                         | Эрика                    |
| 2002      | ф   | Как скажешь                          | Mon idole                                | Клара Брусталь           |
| 2003      | ф   | Ни за, ни против (а совсем наоборот) | Ni pour, ni contre (bien au contraire)   | девушка по вызову        |
| 2003      | ф   | Мишель Вальян: Жажда скорости        | Michel Vaillant                          | Джули Вуд                |
| 2004      | ф   | Троя                                 | Troy                                     | Елена                    |
| 2004      | ф   | Одержимость                          | Wicker Park                              | Лиза                     |
| 2004      | ф   | Глюк                                 | Narco                                    | девушка из ночного клуба |
| 2004      | ф   | Сокровище нации                      | National Treasure                        | Эбигейл Чейз             |
| 2005      | ф   | Счастливого Рождества                | Joyeux Noël                              | Анна Соренсен            |
| 2005      | ф   | Фрэнки                               | Frankie                                  | Фрэнки                   |
| 2006      | ф   | Тигровые отряды                      | Les Brigades du Tigre                    | Констанс Болконски       |
| 2006      | ф   | Переписывая Бетховена                | Copying Beethoven                        | Анна Хольц               |
| 2007      | ф   | Прощай, Бафана                       | Goodbye Bafana                           | Глория Грегори           |
| 2007      | ф   | Век помрачения                       | L'âge des ténèbres                       | Вероника Стар            |
| 2007      | ф   | Охота Ханта                          | The Hunting Party                        | Мирьяна                  |
| 2007      | ф   | Сокровище нации: Книга тайн          | National Treasure: Book of Secrets       | Эбигейл Чейз             |
| 2008      | ф   | Для неё                              | Pour elle                                | Лиза Оклер               |
| 2009      | ф   | Чудаки                               | Lascars                                  | Клеманс Сантьепи         |
| 2009      | ф   | Бесславные ублюдки                   | Inglourious Basterds                     | Бриджит фон Хаммерсмарк  |
| 2009      | ф   | Прощальное дело                      | L’affaire Farewell                       | бегущая женщина          |
| 2009      | ф   | Господин Никто                       | Mr. Nobody                               | Анна                     |
| 2010      | с   | Грань                                | Fringe                                   | Миранда Грин             |
| 2010      | ф   | Босиком по слизнякам                 | Pieds nus sur les limaces                | Клара                    |
| 2010      | ф   | До последнего вздоха                 | Inhale                                   | Дайан Стэнтон            |
| 2011      | ф   | Неизвестный                          | Unknown                                  | Джина                    |
| 2011      | ф   | Отряд особого назначения             | Forces spéciales                         | Эльза                    |
| 2012      | ф   | Прощай, моя королева                 | Les Adieux à la reine                    | Мария-Антуанетта         |
| 2012      | ф   | Замуж на 2 дня                       | Un plan parfait                          | Изабель                  |
| 2013      | ф   | Гостья                               | The Host                                 | Искательница / Лейси     |
| 2013      | ф   | Я, снова я и мама                    | Les garçons et Guillaume, à table!       | Ингеборг                 |
| 2013      | док | Галапагосское дело: Сатана в раю     | The Galapagos Affair: Satan Came to Eden | Маргрет Уитмер           |
| 2013—2014 | с   | Мост                                 | The Bridge                               | детектив Соня Кросс      |
| 2014      | ф   | Ангелы получше                       | The Better Angels                        | Сара Линкольн            |
| 2015      | ф   | Телохранитель                        | Maryland                                 | Джесси                   |
| 2015      | ф   | Небо                                 | Sky                                      | Роми                     |
| 2015      | ф   | Отцы и дочери                        | Fathers and Daughters                    | Элизабет                 |
| 2016      | ф   | Афера под прикрытием                 | The Infiltrator                          | Кэти Эртц                |
| 2017      | ф   | На пределе                           | Aus dem Nichts                           | Катя Шекерджи            |
| 2017      | с   | —                                    | The Kellyanne Conway Story               | Келлиэнн Конуэй          |
| 2017      | ф   | Всё разделяет нас                    | Tout nous sépare                         | Джулия Келлер            |
| 2018      | ф   | Джеремайя Терминатор Лерой           | JT LeRoy                                 | Ива                      |
| 2018      | ф   | Удивительный мир Марвена             | Welcome to Marwen                        | Дея Торис                |
| 2019      | ф   | Оперативник                          | The Operative                            | Рейчел                   |
| 2020      | с   | Робоцып                              | Robot Chicken                            | н/д                      |
| 2022      | ф   | Код 355                              | The 355                                  | Мари                     |
| 2022      | ф   | Марлоу                               | Marlowe                                  | Клэр Кавендиш            |
| 2022      | ф   | Идеальное алиби                      | Out of the Blue                          | Мэрилин                  |
| 2024      | ф   | Саван                                | The Shrouds                              |                          |
| 2024      | ф   | Сент-Экзюпери                        | Saint-Exupéry                            |                          |

## Награды и номинации
| Год  | Награда                                       | Номинированная работа         | Категория                                            | Результат |
| ---- | --------------------------------------------- | ----------------------------- | ---------------------------------------------------- | --------- |
| 2003 | Приз компании «Шопар» Каннского кинофестиваля | -                             | Лучшая молодая актриса                               | Победа    |
| 2004 | Премия «Бэмби»                                | -                             | Карьера                                              | Победа    |
| 2005 | Премия «Сатурн»                               | «Сокровище нации»             | Лучшая актриса второго плана                         | Номинация |
| 2008 | «Teen Choice Awards»                          | «Сокровище нации: Книга тайн» | Choice Movie Актриса: Приключения                    | Номинация |
| 2009 | Премия «Общества кинокритиков Феникса»        | «Бесславные ублюдки»          | Лучший актёрский состав                              | Победа    |
| 2009 | Премия «Общества кинокритиков Сан-Диего»      | «Бесславные ублюдки»          | Лучший актёрский состав                              | Победа    |
| 2010 | Премия «Сатурн»                               | «Бесславные ублюдки»          | Лучший актёрский состав                              | Номинация |
| 2010 | Премия «Гильдии киноактёров США»              | «Бесславные ублюдки»          | Лучшая женская роль второго плана                    | Номинация |
| 2010 | Премия «Гильдии киноактёров США»              | «Бесславные ублюдки»          | Лучший актёрский состав в игровом кино               | Победа    |
| 2010 | Премия «Выбор критиков»                       | «Бесславные ублюдки»          | Лучший актёрский состав                              | Победа    |
| 2010 | Central Ohio Film Critics Association         | «Бесславные ублюдки»          | Лучший актёрский состав                              | Победа    |
| 2010 | Премия «Золотая камера»                       | «Бесславные ублюдки»          | Лучшая интернациональная актриса                     | Победа    |
| 2010 | Online Film Critics Society Awards            | «Бесславные ублюдки»          | Лучшая женская роль второго плана                    | Номинация |
| 2017 | Каннский кинофестиваль                        | «На пределе»                  | Приз за лучшую женскую роль (Каннский кинофестиваль) | Победа    |